# Onukia muirii
Onukia muirii är en insektsart som beskrevs av Baker 1923. Onukia muirii ingår i släktet Onukia och familjen dvärgstritar. Inga underarter finns listade i Catalogue of Life.